# Kabinett De Gasperi I
Das Kabinett De Gasperi I regierte Italien vom 10. Dezember 1945 bis zum 13. Juli 1946. Davor regierte das Kabinett Parri, danach das Kabinett De Gasperi II. Die Regierung von Ministerpräsident Alcide De Gasperi wurde von folgenden Parteien im Übergangsparlament Consulta Nazionale getragen:
- Democrazia Cristiana (DC)
- Partito Comunista Italiano (PCI)
- Partito Socialista Italiano di Unità Proletaria (PSIUP)
- Partito Liberale Italiano (PLI)
- Partito d’Azione (PdA)
- Partito Democratico del Lavoro (DL)

## Regierungsbildung
Das Kabinett De Gasperi I war die 65. und letzte Regierung des Königreichs Italien. Zwar wurde die Volksabstimmung über die Staatsform bereits am 2. und 3. Juni 1946 abgehalten, die Regierung blieb jedoch noch bis zur Auszählung der Wählerstimmen, der Veröffentlichung des amtlichen Endergebnisses, der Konstituierung der ebenfalls am 2. und 3. Juni 1946 gewählten Verfassunggebenden Versammlung und der Wahl des vorläufigen Staatsoberhaupts Enrico De Nicola im Amt. Zwischen dem Aufbruch von Umberto II. ins Exil und dem Amtsantritt von De Nicola übernahm Ministerpräsident De Gasperi vom 13. Juni bis zum 1. Juli 1946 auch die Funktionen eines vorläufigen Staatsoberhaupts. De Nicola vereidigte das neue Kabinett De Gasperi II erst am 14. Juli 1946. Letzteres gilt als erstes Kabinett der Republik Italien, obwohl diese entstand, als das Kabinett De Gasperi I noch im Amt war.
Die Regierungen De Gasperis, der als Ministerpräsident bis 1953 im Amt blieb, kümmerten sich nach dem Ende des Zweiten Weltkriegs vor allem um den Wiederaufbau des Landes, das bis zum Pariser Friedensvertrag vom 10. Februar 1947 unter alliierter Besatzung blieb.

## Minister

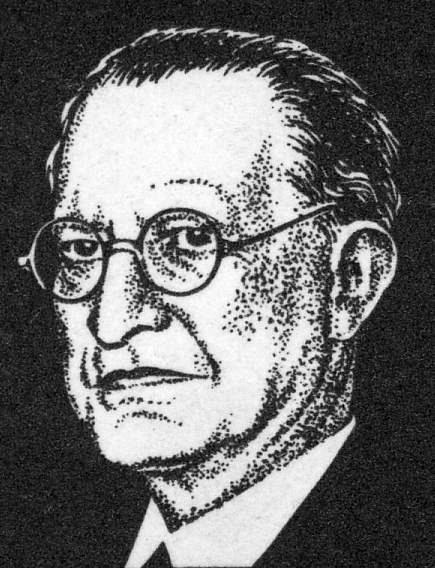
Alcide De Gasperi

| Ministerien                                                        | Name                                                                     | Partei               |
| ------------------------------------------------------------------ | ------------------------------------------------------------------------ | -------------------- |
| Ministerpräsident                                                  | Alcide De Gasperi                                                        | DC                   |
| Stellvertretender Ministerpräsident, Verfassunggebende Versammlung | Pietro Nenni                                                             | PSIUP                |
| Beziehungen zum Übergangsparlament                                 | Emilio Lussu (bis 19. Februar 1946) Alberto Cianca (ab 20. Februar 1946) | PSdA PdA             |
| Äußeres                                                            | Alcide De Gasperi                                                        | DC                   |
| Inneres                                                            | Giuseppe Romita                                                          | PSIUP                |
| Justiz                                                             | Palmiro Togliatti                                                        | PCI                  |
| Krieg                                                              | Manlio Brosio                                                            | PLI                  |
| Marine                                                             | Raffaele de Courten                                                      | (Admiral, parteilos) |
| Luftfahrt                                                          | Mario Cevolotto                                                          | DL                   |
| Finanzen                                                           | Mauro Scoccimarro                                                        | PCI                  |
| Schatz                                                             | Epicarmo Corbino                                                         | PLI                  |
| Landwirtschaft                                                     | Fausto Gullo                                                             | PCI                  |
| Öffentliche Arbeiten                                               | Leone Cattani                                                            | PLI                  |
| Verkehr                                                            | Riccardo Lombardi                                                        | PdA                  |
| Industrie                                                          | Giovanni Gronchi                                                         | DC                   |
| Außenhandel (ab 1946)                                              | Ugo La Malfa (bis 19. Februar 1946) Mario Bracci (ab 20. Februar 1946)   | PdA                  |
| Post                                                               | Mario Scelba                                                             | DC                   |
| Arbeit und Soziales                                                | Gaetano Barbareschi                                                      | PSIUP                |
| Bildung                                                            | Enrico Molè                                                              | DL                   |
| Wiederaufbau (bis 1945)                                            | Ugo La Malfa                                                             | PdA                  |
| Nachkriegshilfe                                                    | Luigi Gasparotto                                                         | DL                   |
| Italienisches Afrika                                               | Alcide De Gasperi                                                        | DC                   |